# NGC 2854
NGC 2854 is een balkspiraalstelsel in het sterrenbeeld Grote Beer. Het hemelobject werd op 9 maart 1788 ontdekt door de Duits-Britse astronoom William Herschel.

## Synoniemen
- UGC 4995
- IRAS 09206+4925
- MCG 8-17-92
- Arp 285
- ZWG 238.46
- KUG 0920+494A
- PGC 26631